# Indacaterol
Indacaterol ist ein Arzneistoff aus der Gruppe der β2-Sympathomimetika. Es wird mittels eines Pulverinhalators verabreicht. Es erweitert die Bronchien und ist seit dem 30. November 2009 in der Europäischen Union und seit dem 21. Oktober 2010 in der Schweiz zur Therapie von chronisch obstruktiven Lungenerkrankungen (COPD) zugelassen.

## Pharmakologie
Indacaterol erweitert wie alle β2-Sympathomimetika durch Stimulation bronchialer β2-Adrenozeptoren die Bronchien und stimuliert die Cilientätigkeit. Es zeichnet sich durch eine extrem lange Wirkzeit aus (Indacaterol ist ein sogenannter uLABA = englisch ultra-long acting beta agonist). Daher muss es im Gegensatz zu den langwirksamen β2-Sympathomimetika Salmeterol und Formoterol nur einmal am Tag inhaliert werden. Indacaterol zeigt im Vergleich zu Formoterol eine Verbesserung mancher Lungenfunktionsparameter. Es ist aber noch unklar, ob dies klinisch relevant ist.

## Metabolisierung
Indacaterol ist ein Substrat der UGT1A1 und wird von dieser glucuronidiert.

## Stereoisomerie
Indacaterol ist die (R)-Form von 5-[2-[(5,6-Diethyl-2,3-dihydro-1H-inden-2-yl)amino]-1-hydroxyethyl]-8-hydroxychinolin-2(1H)-on, einem chiralen Molekül.

## Handelsnamen
- Monopräparate zur Inhalation: Hirobriz (D), Onbrez (A, D, CH)
- Kombinationspräparat mit Glycopyrronium zur Inhalation: Ultibro (D)